# Национални парк Кишкуншаг
Национални парк Кишкуншаг (мађ. Kiskunsági Nemzeti Park) је национални парк који се налази у међуречју Дунава и Тисе, углавном у жупанији Бач-Кишкун, у Мађарској. Настао је 1975. године, а Унеско га је прогласио резерватом биосфере. Парк се простире на површини од 530 km² и простире се преко региона Мале Куманије (Кишкуншаг) Велике мађарске низије.

## Карактеристике
Национални парк Кишкуншаг није јединствена територија, већ се састоји од седам неповезаних целина, раштрканих по целом подручју. Једна од територија је Кишкуншашка пуста где се одржавају годишње манифестације оживљавања старог сточарског живота и сточарских обичаја.
Друга територија је језеро Колон у близини града Ижак. Парк је познато по мочварним корњачама, чапљама, пространствима нетакнуте трске и девет врста орхидеја које расту у близини. Занимљив природни феномен су пешчане дине у околини Филепхазе. Оне се могу кретати, померти под повољним условима ветра.

## Географија
Алкална језера]] Кишкуншага се налазе у близини Филепсалаша и Сабадсалаша. Њихова јединствена флора и фауна је од посебне вредности. У околини се гнезде авокети, гуске и црнокриле штуле. Језера представљају привремени дом за десетине хиљада птица селица. Овај орнитолошки рај је такође Унесков резерват биосфере. Језеро Селид у близини Калоче, језеро Вадкерт код Шолтвадкерта, језеро Фехер и језеро Шош у Кишкунхалашу су идеална места за купање и камповање.
У оквиру националног парка постоји много туристичких стаза, студијских стаза и видиковаца, све доприносећи јединственом искуству Кишкуншага. Главни центар за посетиоце Националног парка Кишкуншаг, назван „Кућа природе“, налази се у Кечкемету.

## Флора и фауна
- Властелица
- Модроврана
- Смукуља
- Горчица
- Музеј Опустасер
- Белорепан
- Велика дропља